# George Holmes (cầu thủ bóng đá)
George William Holmes (1892 – sau 1922) là một cầu thủ bóng đá người Anh từng thi đấu ở vị trí hậu vệ cho Burslem Port Vale, Merthyr Tydfil, The Wednesday và Wrexham.

## Sự nghiệp thi đấu
Holmes gia nhập Burslem Port Vale từ Leek Alexandra vào tháng 8 năm 1916. Ông có màn ra mắt đội chính trong thất bại 5–1 trước Liverpool tại Anfield trong trận đấu thời chiến ở Thế chiến thứ nhất ngày 23 tháng 12 năm 1916. Ông được đá chính từ tháng 12 năm 1917, trước khi bị giải phóng vào mùa hè năm 1919. Sau đó ông thi đấu cho Merthyr Tydfil, The Wednesday, và Wrexham.

## Thống kê
Nguồn:
| Câu lạc bộ          | Mùa giải            | Hạng đấu             | Giải vô địch | Giải vô địch | Cúp FA | Cúp FA | Tổng | Tổng |
| Câu lạc bộ          | Mùa giải            | Hạng đấu             | Trận         | Bàn          | Trận   | Bàn    | Trận | Bàn  |
| ------------------- | ------------------- | -------------------- | ------------ | ------------ | ------ | ------ | ---- | ---- |
| Merthyr Tydfil      | 1920–21             | Third Division South | 18           | 0            | 0      | 0      | 18   | 0    |
| The Wednesday       | 1921–22             | Second Division      | 20           | 0            | 1      | 0      | 21   | 0    |
| Wrexham             | 1922–23             | Third Division North | 24           | 0            | 3      | 0      | 27   | 0    |
| Tổng cộng sự nghiệp | Tổng cộng sự nghiệp | Tổng cộng sự nghiệp  | 66           | 0            | 4      | 0      | 70   | 0    |